# Choghadak
Choghādak (farsi چغادک) è una città della circoscrizione Centrale dello shahrestān di Bushehr, nella provincia di Bushehr. 